# Anemone helleborifolia
Anemone helleborifolia là một loài thực vật có hoa trong họ Mao lương. Loài này được DC. mô tả khoa học đầu tiên năm 1817.